# Watertoren (Nieuw-Lekkerland)
De watertoren van Nieuw-Lekkerland, een plaats in de Nederlandse gemeente Molenlanden, is gebouwd in 1915 door Visser & Smit Hanab. De watertoren heeft een hoogte van 34 meter en heeft een waterreservoir met een inhoud van 400 m³. De watertoren bevindt zich aan de Lekdijk.
In 2010 werd de watertoren in opdracht van Oasen verkocht door erfgoedmakelaar De Landerije, waardoor de watertoren voor het eerst in particuliere handen kwam.
Deze toren lijkt op de watertoren van Ouderkerk aan den IJssel.
Op 25 mei 2025 werd de toren omwikkeld met een enorme Israëlische vlag in het bijzijn van de ambassadeur van dat land, bedoeld om het land te steunen in de oorlog tegen Hamas.